# Élections législatives de 1981 dans le Gers
Les élections législatives françaises de 1981 dans le Gers se déroulent le 14 juin 1981.

## Élus
| Circonscription | Député sortant | Parti | Parti | Député élu ou réélu | Parti | Parti |
| --------------- | -------------- | ----- | ----- | ------------------- | ----- | ----- |
| 1re             | Jean Laborde   |       | PS    | Jean Laborde        |       | PS    |
| 2e              | André Cellard  |       | PS    | André Cellard       |       | PS    |

## Positionnement des partis
La majorité sortante UDF-RPR-CNIP se présente sous le sigle « Union pour la nouvelle majorité », le Parti socialiste unifié sous l'étiquette « Alternative 81 ».

## Résultats

### Résultats à l'échelle du département
|                | Parti socialiste                   | 49 483  | 52,32  | 2 |  |  |
|                | Parti communiste français          | 11 504  | 12,16  | 0 |  |  |
|                | Majorité présidentielle            | 60 987  | 64,48  | 2 |  |  |
|                |                                    |         |        |   |  |  |
|                | Rassemblement pour la République   | 15 459  | 16,34  | 0 |  |  |
|                | Union pour la démocratie française | 14 126  | 14,93  | 0 |  |  |
|                | Union pour la nouvelle majorité    | 29 585  | 31,28  | 0 |  |  |
|                |                                    |         |        |   |  |  |
|                | Parti socialiste unifié            | 2 224   | 2,35   | 0 |  |  |
|                | Parti des forces nouvelles         | 1 788   | 1,89   | 0 |  |  |
|                |                                    |         |        |   |  |  |
| Inscrits       | Inscrits                           | 133 672 | 100,00 | 2 |  |  |
| Abstentions    | Abstentions                        | 37 434  | 28     |   |  |  |
| Votants        | Votants                            | 96 238  | 72     |   |  |  |
| Blancs et nuls | Blancs et nuls                     | 1 654   | 1,72   |   |  |  |
| Exprimés       | Exprimés                           | 94 584  | 98,28  |   |  |  |

### Résultats par circonscription

#### Première circonscription (Auch)
|                | Jean Laborde sortant réélu | PS             | 26 381 | 53,84  |  |  |  |
|                | Henri Thomas               | UDF (CDS)      | 14 126 | 28,83  |  |  |  |
|                | Joseph Lamothe             | PCF            | 6 706  | 13,69  |  |  |  |
|                | Florence Vaqué             | PFN            | 1 788  | 3,65   |  |  |  |
|                |                            |                |        |        |  |  |  |
| Inscrits       | Inscrits                   | Inscrits       | 69 730 | 100,00 |  |  |  |
| Abstentions    | Abstentions                | Abstentions    | 19 917 | 28,56  |  |  |  |
| Votants        | Votants                    | Votants        | 49 813 | 71,44  |  |  |  |
| Blancs et nuls | Blancs et nuls             | Blancs et nuls | 812    | 1,63   |  |  |  |
| Exprimés       | Exprimés                   | Exprimés       | 49 001 | 98,37  |  |  |  |

#### Deuxième circonscription (Condom)
|                | André Cellard sortant réélu | PS             | 23 102 | 50,68  |  |  |  |
|                | Jean Faget                  | RPR (UNM)      | 15 459 | 33,91  |  |  |  |
|                | Gérard Lacaze               | PCF            | 4 798  | 10,53  |  |  |  |
|                | Michel Ghirardi             | PSU            | 2 224  | 4,88   |  |  |  |
|                |                             |                |        |        |  |  |  |
| Inscrits       | Inscrits                    | Inscrits       | 63 942 | 100,00 |  |  |  |
| Abstentions    | Abstentions                 | Abstentions    | 17 517 | 27,4   |  |  |  |
| Votants        | Votants                     | Votants        | 46 425 | 72,6   |  |  |  |
| Blancs et nuls | Blancs et nuls              | Blancs et nuls | 842    | 1,81   |  |  |  |
| Exprimés       | Exprimés                    | Exprimés       | 45 583 | 98,19  |  |  |  |